# Jean-François Thomas de Thomon

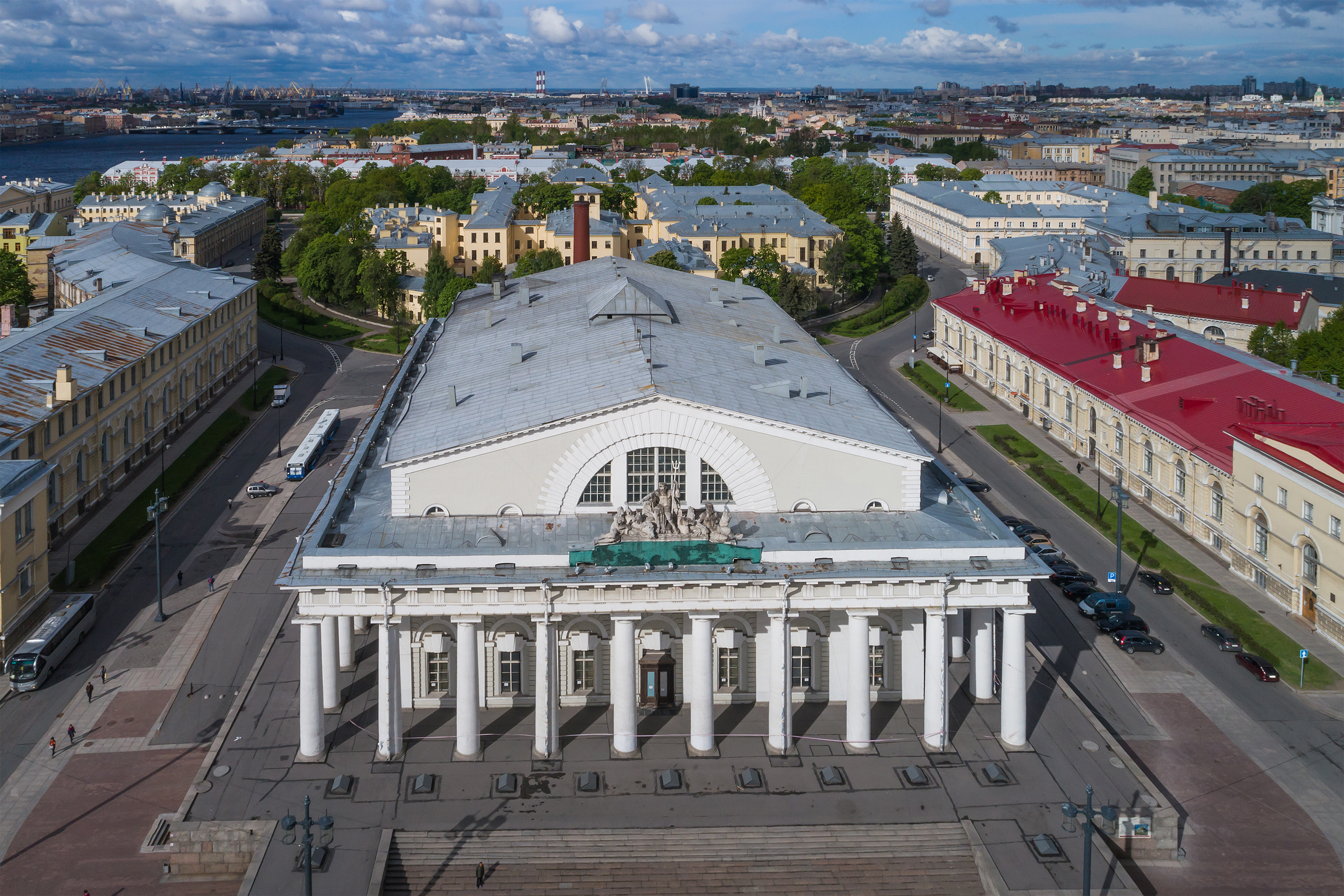
La Bolsa de San Petersburgo

Jean-François Thomas de Thomon (Berna, 1 de abril de 1760 - San Petersburgo, 23 de agosto de 1813), fue un arquitecto neoclásico francés que trabajó en Europa del Este en 1791-1813. Thomas de Thomon fue el autor del edificio para la Bolsa de Valores y de las famosas columnas rostrales en la strelka de la isla Vasílievski en San Petersburgo y el primer edificio del Teatro Odessa, destruido por un incendio en 1873. Thomas de Thomon, graduado de la Academia Francesa en Roma, importó el alto clasicismo practicado por esa escuela en la década de 1780 en Rusia y por lo tanto contribuyó a la formación de la variante nacional rusa del neoclasicismo practicado durante el reinado de Alejandro I.

## Biografía

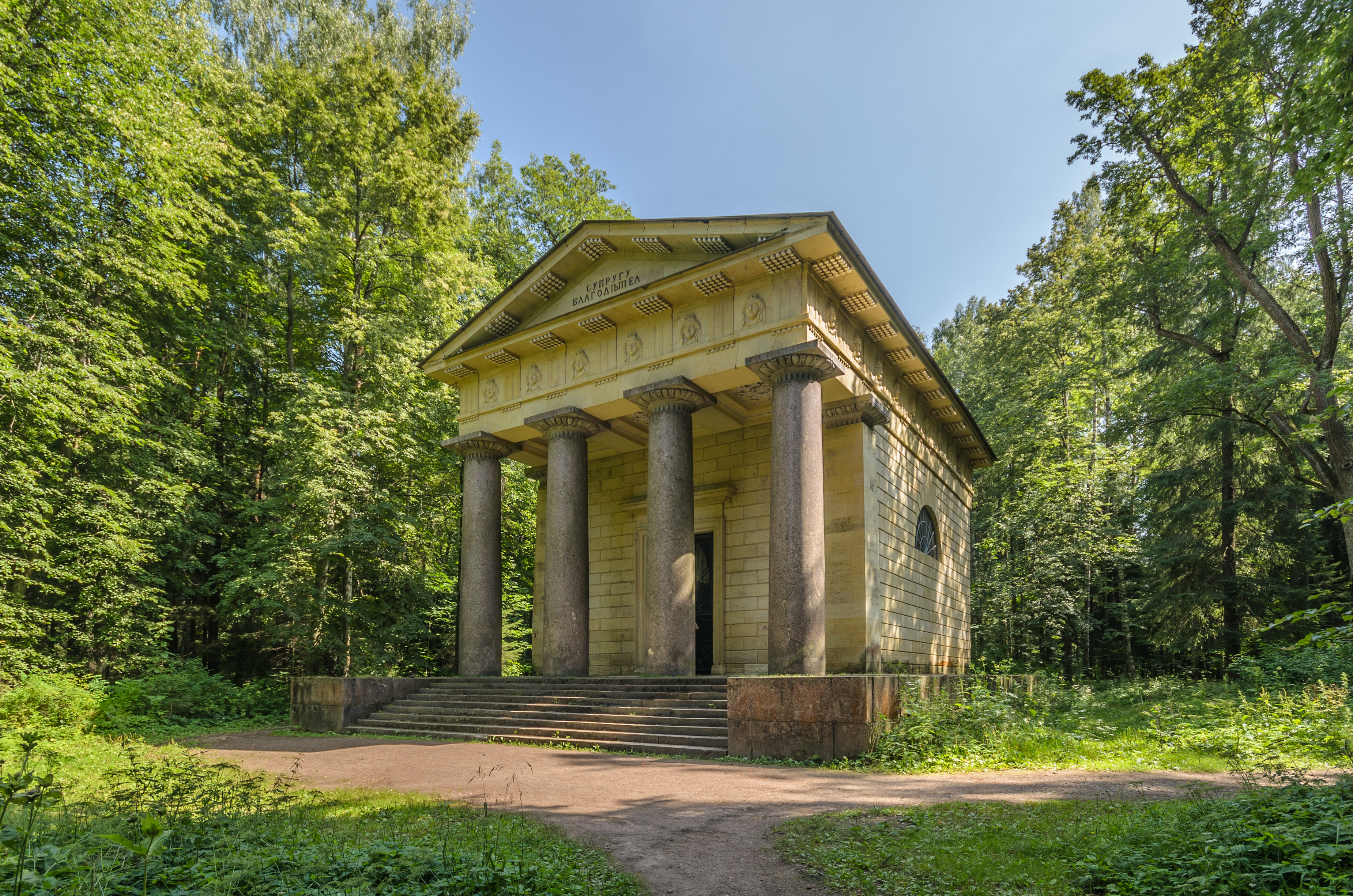
Mausoleo al esposo benefactor, del parque de Pavlovsk (1806-1819).

Jean-François Thomas nació en una familia del tercer estado en París y demostró talento en las artes gráficas desde la primera infancia. Sus primeras obras, conservadas en el archivo de Jean-Claude Richard, fueron influenciadas por Jean-Honoré Fragonard y Hubert Robert. A la edad de 17 años, Thomas fue admitido en la clase de Julien-David Le Roy en la Academia real de arquitectura, y fue formado allí con Karl von Moreaux, Charles Percier y Pierre François Léonard Fontaine. Todos sus intentos de ganar una beca estatal para una gira de estudio de Italia racasaron, y en 1785 se fue a Roma por su propia cuenta, y asistió a los cursos en la villa Médicis de la Academia Francesa en Roma como un polizón junto con estudiantes legítimos. Su ocupación en Roma continuó durante años; Thomas corría el riesgo de ser expulsado de la Academia si no hubiera sido por el patrocinio de  François-Guillaume Ménageot.  Allí pudo inspirarse en la arquitectura antigua y se especializó en el estilo neoclásico, del que fue uno de los representantes eminentes. Dibujó, y también dejó acuarelas, óleos de las vistas de Roma y de paisajes antiguos en el estilo de Hubert Robert o de Poussin.
Thomas regresó a Francia en 1789 y fue contratado por Carlos, conde de Artois (futuro rey de Francia), sin embargo, el empleo fue interrumpido por el estallido de la Revolución Francesa. Dejó el país nuevamente y viajó por Italia, Austria y Polonia, "adquiriendo" el noble estilo de  Thomas de Thomon  en algún momento a principios de la década de 1790. Dmitry Shvidkovsky  escribió que, muy probablemente, la emigración fue el resultado de la lealtad política de Thomas a la monarquía (fue "un realista ardiente y un ferviente católico" a lo largo de su vida) y a la incapacidad práctica "para realizar los sueños arquitectónicos de los últimos años del Ancien Régime en la Francia revolucionaria.
Su primer trabajo tangible de la época, la reconstrucción de la galería del castillo de Łańcut para la familia Lubomirski, lo elevó instantáneamente al círculo de los principales arquitectos de Europa del Este. En 1794 fue contratado por la Casa de Esterházy para construir y renovar muchos de sus palacios en Viena; al menos dos de sus edificios, una escuela en Viena y una casa de baños en Eisenstadt, sobrevivieron hasta la fecha en Austria.
Anteriormente, muy probablemente en 1792, se habría encontrado con el embajador ruso en Viena, el príncipe Dmitry Golitsyn; en 1798 Thomas de Thomon aceptó la invitación de su hermano Alexander, que entonces vivía en Moscú. El Imperio ruso en ese momento estaba cerrado a todos los franceses por miedo a las ideas revolucionarias. Thomas de Thomon ingresó furtivamente en el país a través de Hamburgo y Riga, asumiendo la personalidad de un ciudadano suizo, nativo de Berna. Fue recibido en la alta sociedad. Pintó paisajes para grandes figuras de la aristocracia de Petersburgo y se embarcó en proyectos arquitectónicos.

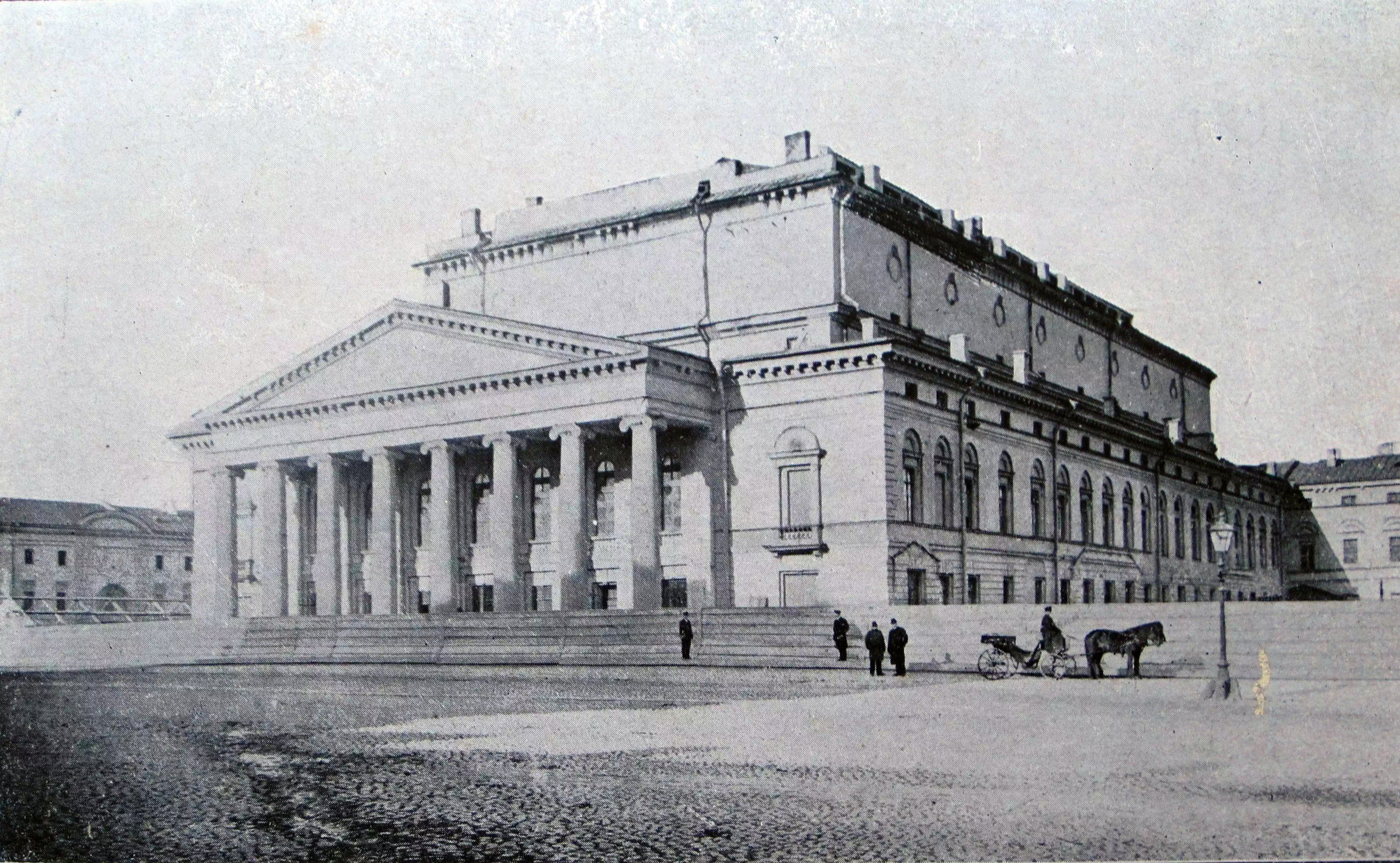
El teatro Bolshoi Kamenny (en 1886)

Thomas de Thomon trabajó inicialmente para los Golytsins en sus residencias de campo y luego se trasladó a San Petersburgo; el 30 de enero de 1802 fue contratado por el gobierno imperial para reconstruir el Teatro Bolshoi Kamenny (Gran Teatro en piedra; 'kamenny', en ruso). El proyecto que comenzó como un modesto reacondicionamiento del edificio construido en  1783, según un proyecto de Antonio Rinaldi, pronto se amplió en una reconstrucción a gran escala hasta el propio calado de Thomon. Se dedicó a este trabajo desde 1802 hasta 1805, tanto y tan bien, que fue nombrado arquitecto de la Corte. Fue completado estructuralmente en un año; Thomas de Thomon siguió siendo su arquitecto hasta el incendio del 1 de enero de 1811.
En 1804, Thomas de Thomon se aplicó en un concurso arquitectónico para diseñar los almacenes navales en la isla de Matisov en San Petersburgo; el contrato resultante, completado en 1807, se dividió entre tres arquitectos rivales: las fachadas se construyeron según el diseño de Thomas de Thomon, mientras que los planos y la gestión de la construcción fueron manejados por sus rivales.  Los edificios fueron demolidos en 1914, Lev Rudnev reutilizó sus bloques de piedra para un monumento en el Campo de Marte.
En 1807-1809, Thomas de Thomon supervisó la construcción del monumento a Pablo I de Rusia en Pavlovsk. El contrato fue ganado en un concurso abierto contra  Andrey Voronikhin, Andreyan Zakharov y Pietro Gonzaga. Otro monumento de Thomas de Thomon, una columna que conmemora el centenario de la batalla de Poltava, fue erigido en Poltava en 1805-1811. En 1806-1809 construyó tres fuentes monumentales alrededor de los Altos de Pulkovo, una diseñada por Voronikhin y dos propias. Dos de ellas fueron posteriormente trasladadas al centro de San Petersburgo (a la plaza Sennaya y a la plaza de la Catedral de Kazan).
Su obra más conocida, el edificio de la Bolsa de Valores en la strelka (punta) de la  isla Vasílievski, se completó en 1805-1810 con un diseño aprobado poco antes de la muerte de Pablo de Rusia; Los proyectos de Thomson fueron preferidos a la propuesta anterior de 1781 de  Giacomo Quarenghi,  que había quedado en suspenso en 1784. Quarenghi había emplazado su Bolsa en el lado sur de la isla, frente al muelle del Palacio. Thomas de Thomon movió radicalmente su edificio sobre el eje de la isla, produciendo un conjunto altamente simétrico que une la isla y ambos lados del río Neva, desde el Palacio de Invierno hasta la fortaleza de San Pedro y San Pablo.

El edificio de la Bolsa
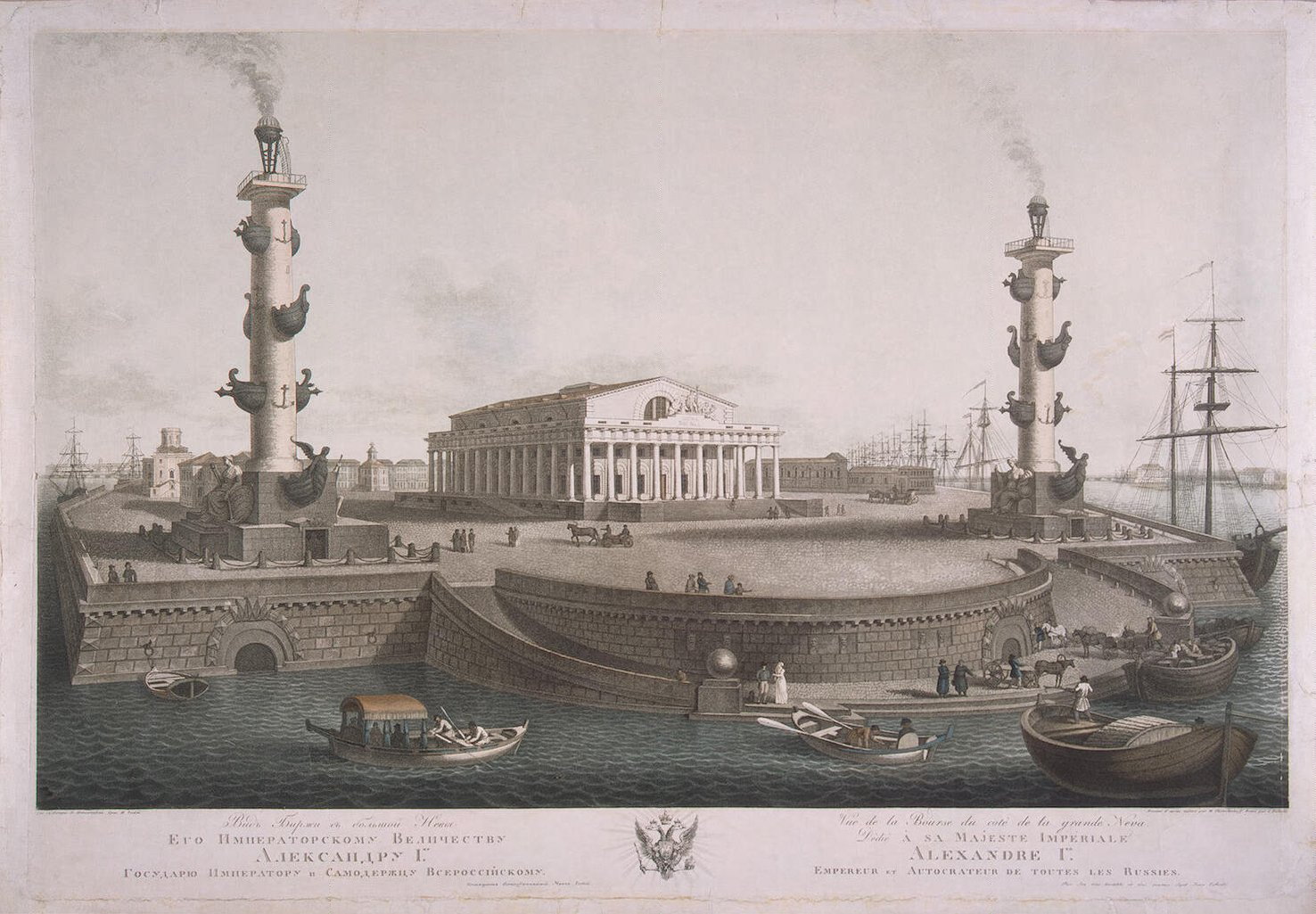
La punta de la isla Vassilievski y la Bolsa (hoy Museo de la Flota rusa)
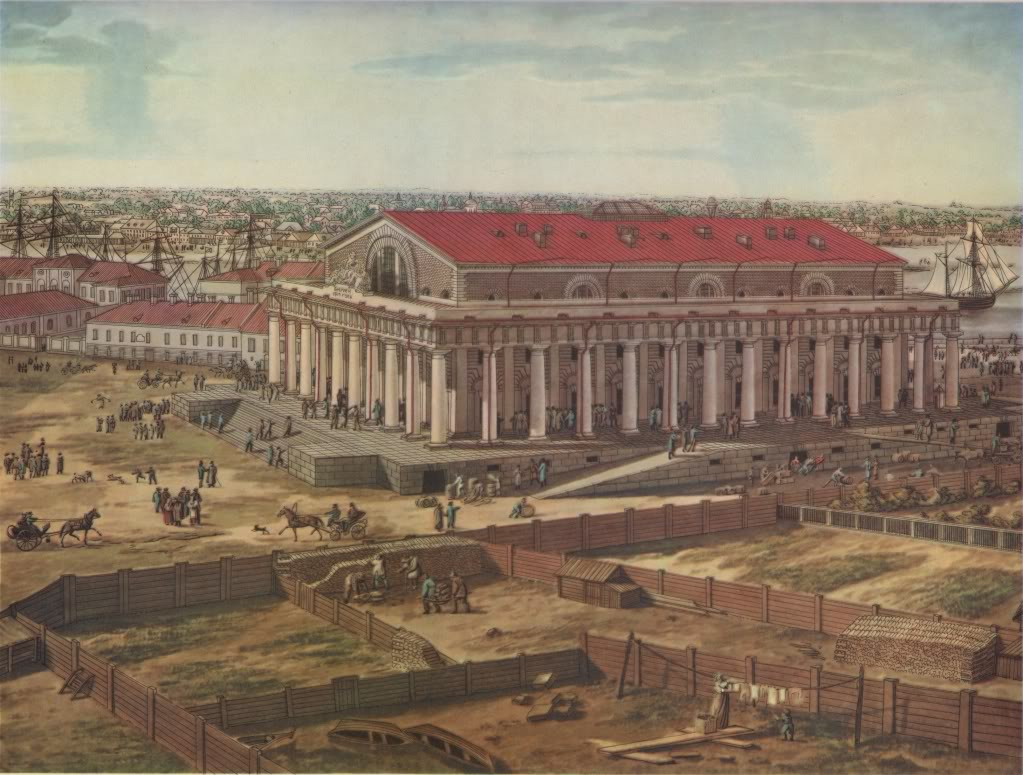
A. Tozelli. Panorama de Petersburgo. Acuarela de  1820 en la que se ve la Bolsa
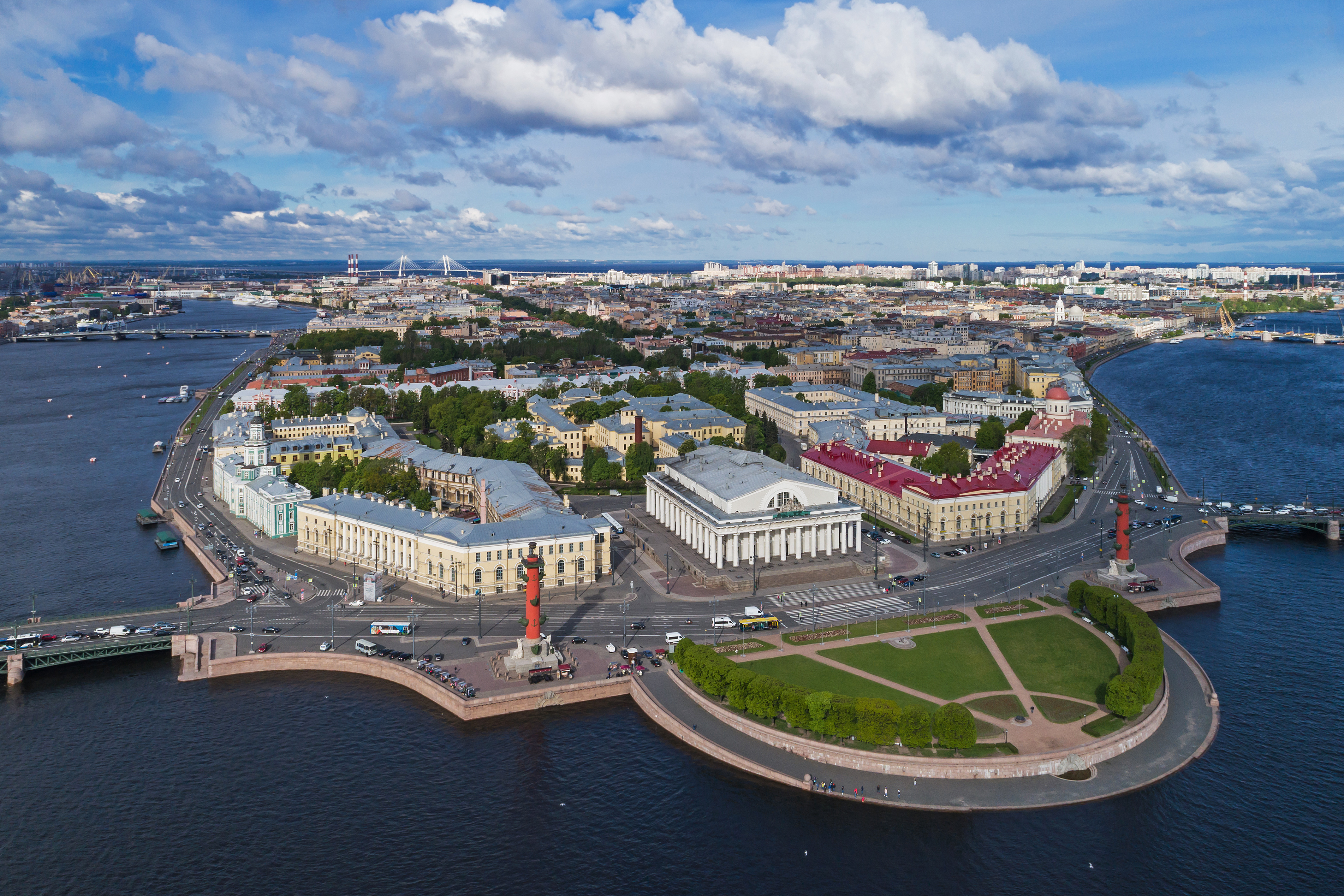
La strelka de la isla Vasílievski
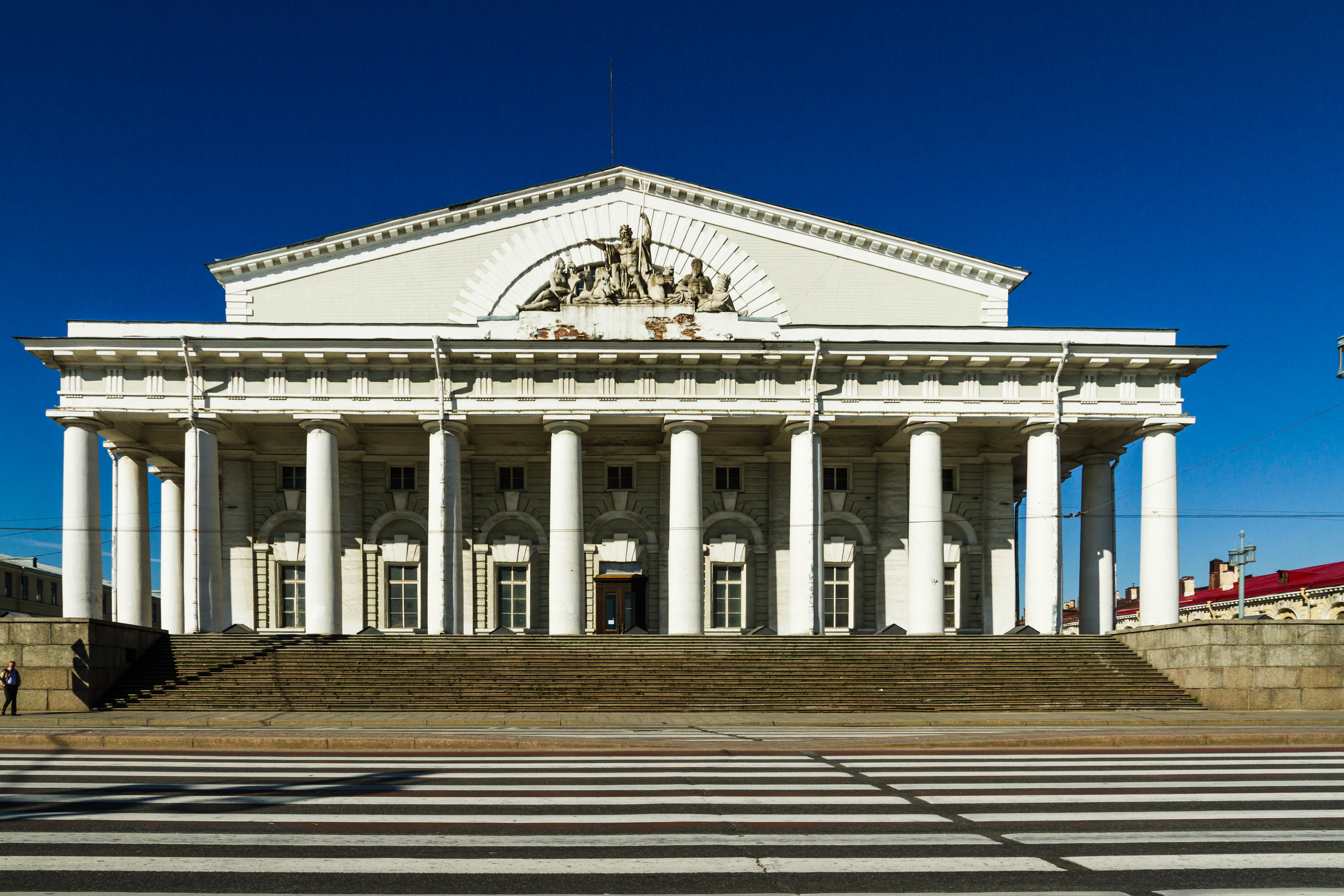
El edificio hoy (2014)

También construyó las famosas columnas rostrales frente al edificio que se han convertido en símbolos de la actual San Petersburgo.
La ópera de Odessa (destruida en 1873), el monumento conmemorativo de la batalla de Poltava, las fuentes en el camino a Tsarkoïe Selo y un buen número de mansiones de la capital imperial son obra de Thomas de Thomon. También fue profesor de perspectiva en la Academia Imperial de Bellas Artes.

Obras monumentales
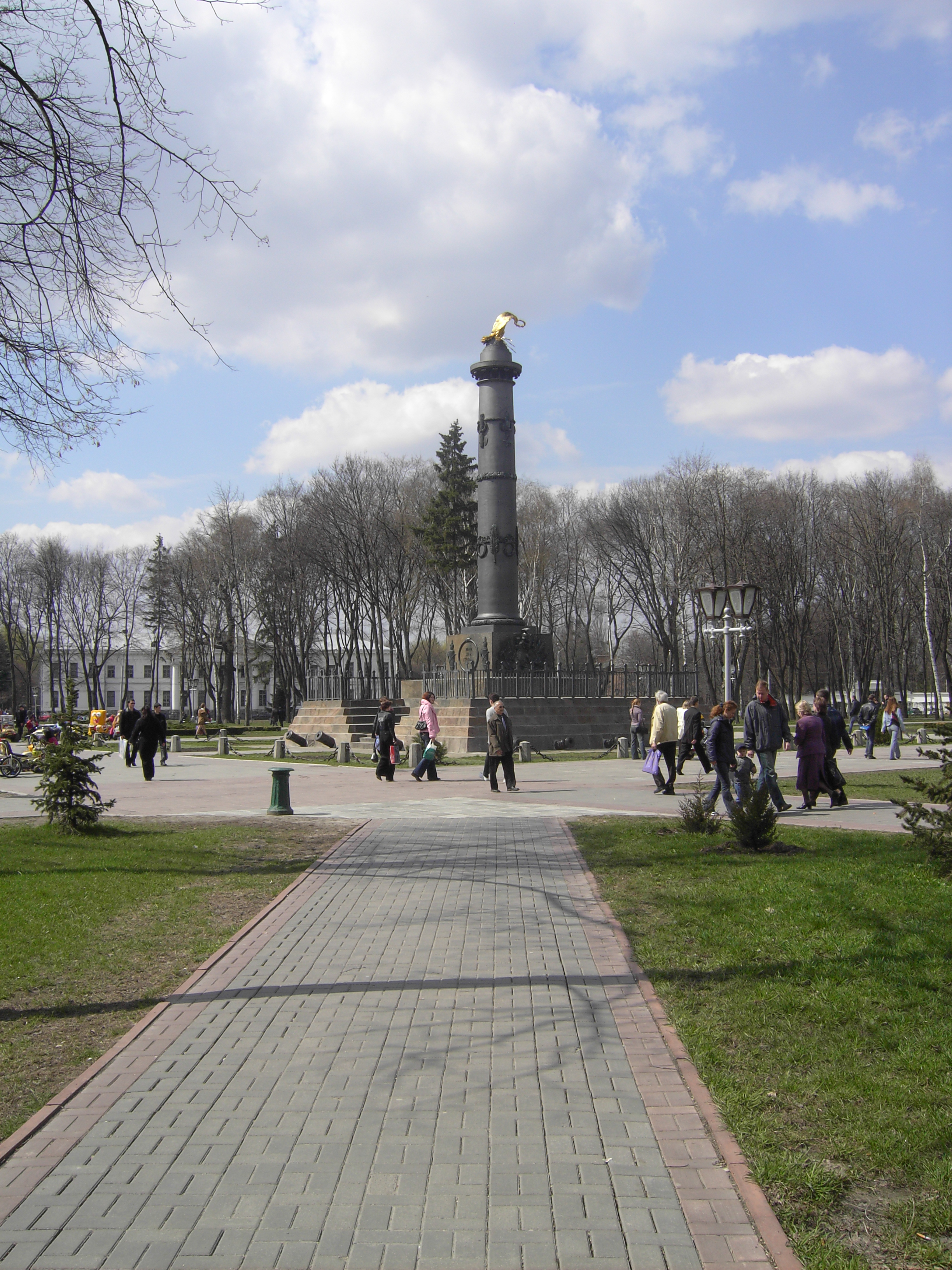
Monumento conmemorativo de la batalla de Poltava en Poltava
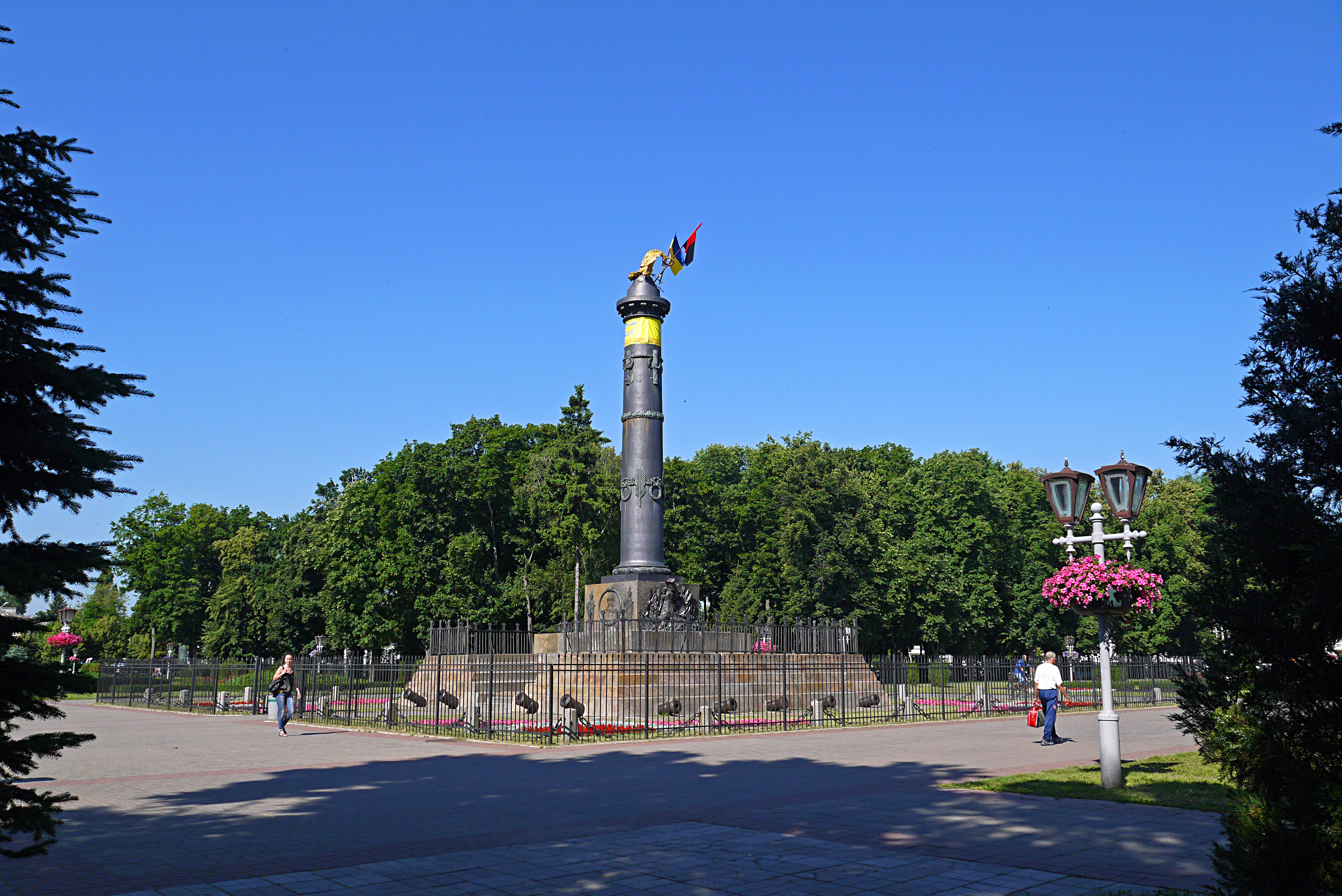
Monumento conmemorativo de la batalla de Poltava en Poltava
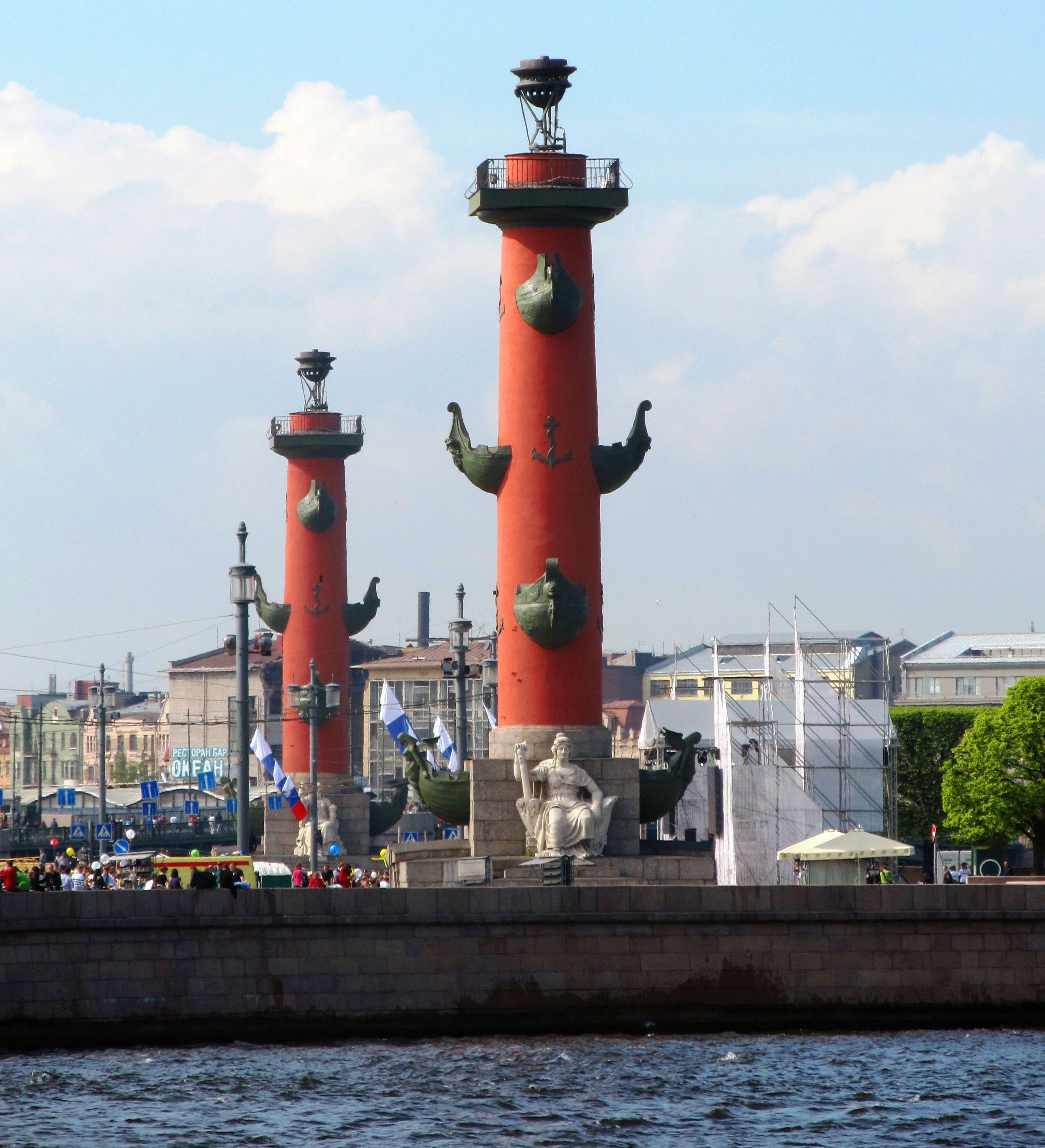
Columnas rostrales
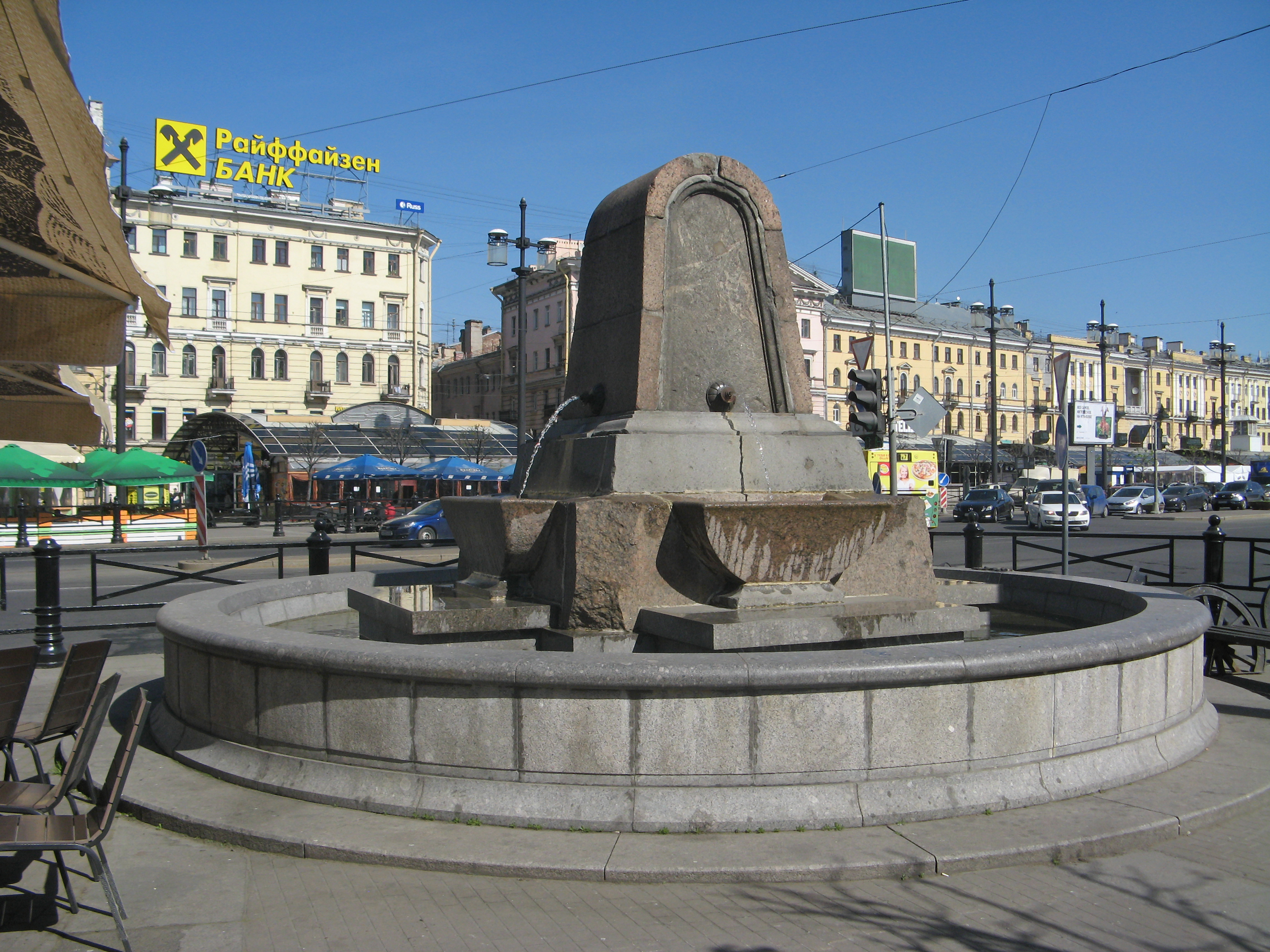
Fuente de Neptuno en la plaza de Sennaya
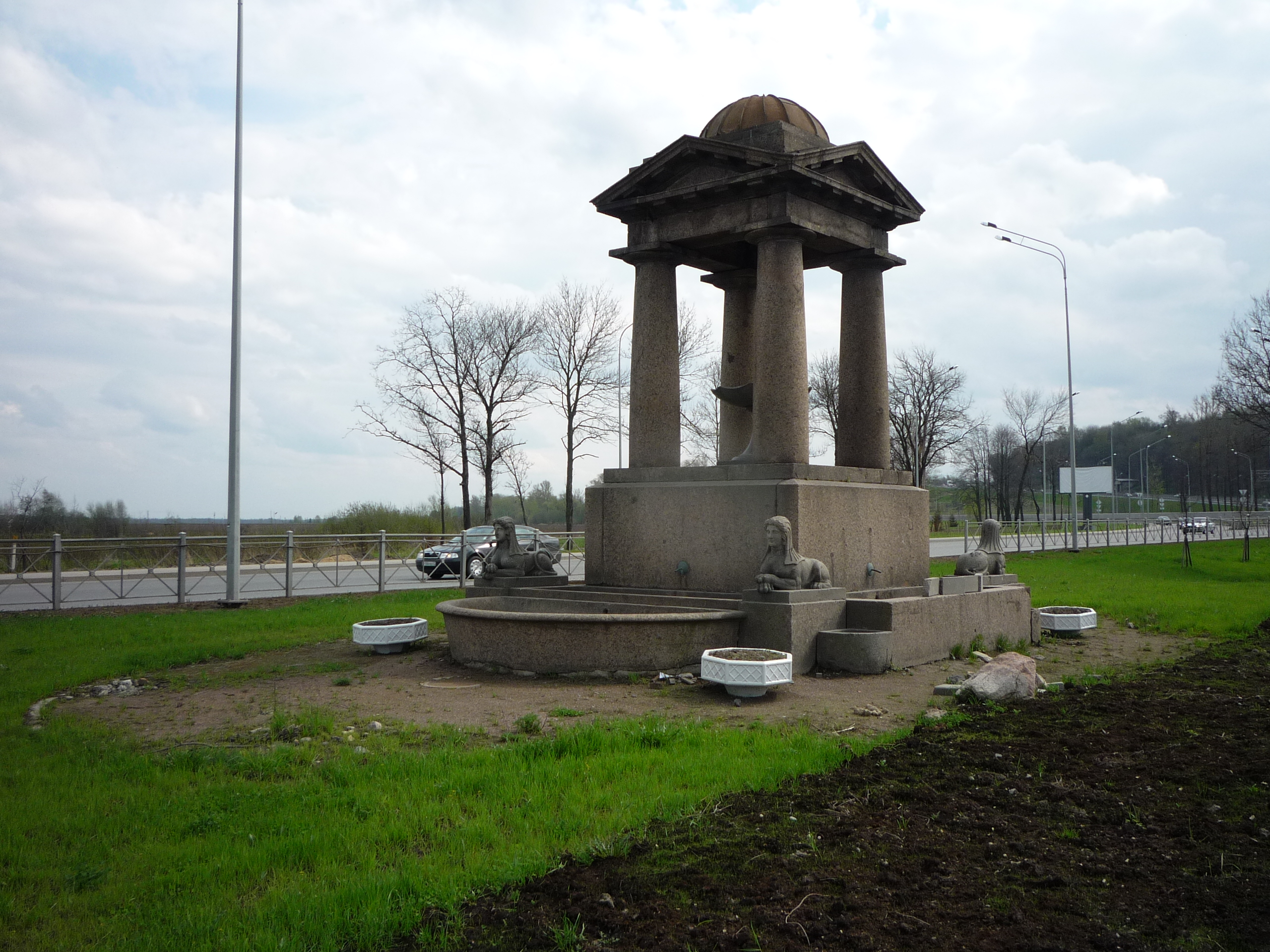
Fuente con esfinges, Pulkovskoe shosse

Thomon se mató cayéndose de un andamio del Teatro Bolshoi Kamenny, que entonces estaba en obra siendo restaurado después de un incendio. Enterrado en el cementerio luterano de San Petersburgo, con su esposa Claire, sus cenizas y su tumba fueron trasladadas en 1955 al cementerio de San Lázaro de monasterio Alejandro Nevski.

## Evaluación crítica

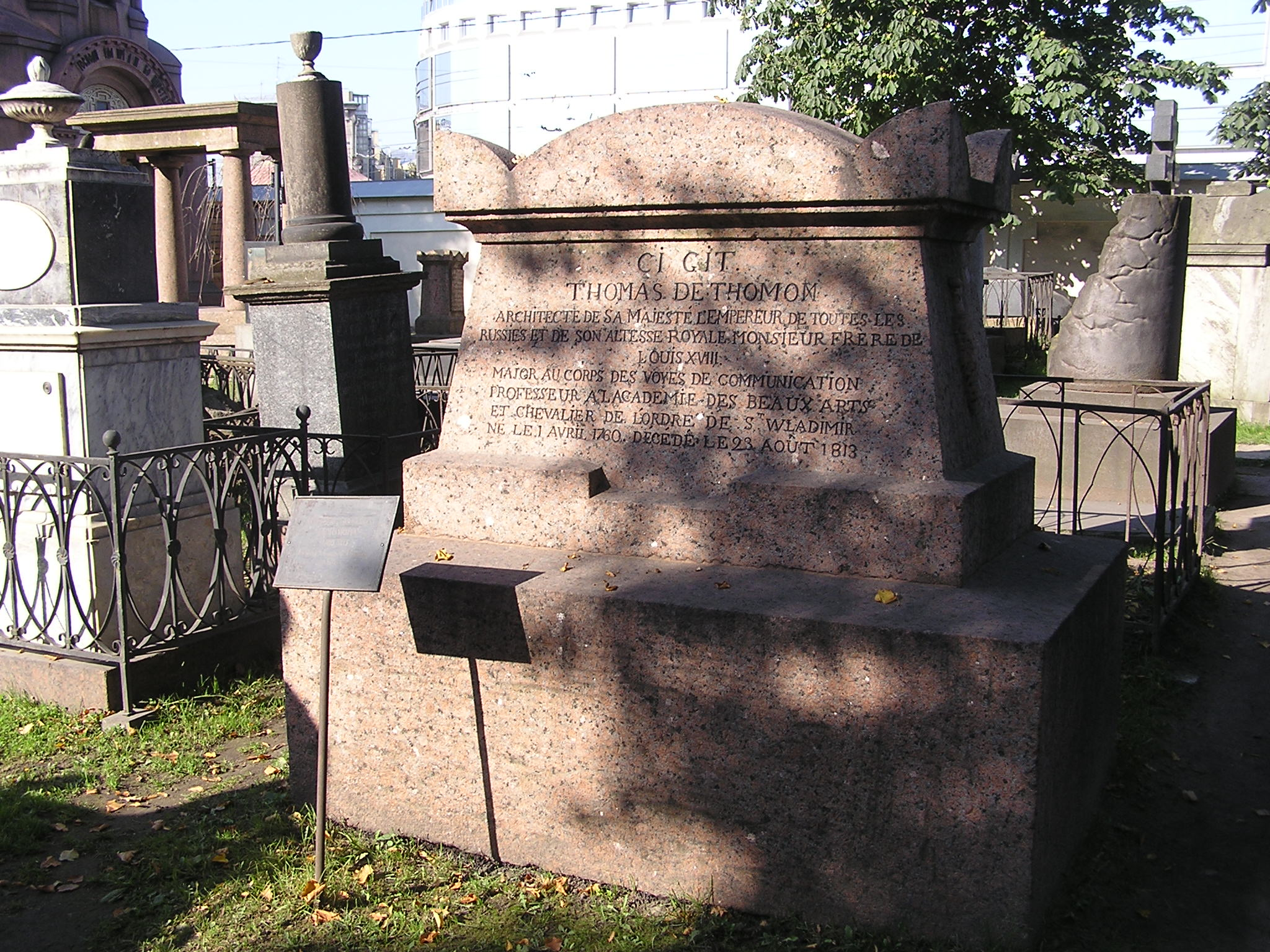
Tumba de Jean-François Thomas de Thomon

Igor Grabar, analizando la diferencia entre las versiones italiana y francesa del neoclasicismo en Rusia, consideró a Carlo Rossi y Thomas de Thomon como las figuras clave de estas ramas del mismo estilo. Thomas de Thomon fue la principal fuente del clasicismo francés en Rusia, complementando las fantasías utópicas de Claude Nicolas Ledoux con «un nuevo tratamiento que nunca apareció antes —una comprensión seria y bien pensada, tal vez con menos destreza pero con más profundidad». Grabar notó que Thomas de Thomon aparentemente "tomó prestada" la forma de barrido de la Bolsa de los experimentos estilísticos de los concursos de arquitectura franceses organizados por la Académie royale d'architecture. Sin embargo, él si desarrolló los diseños originales franceses que nunca fueron concebidos para ser ejecutados en piedra; incluso sus autores los consideraban nada más que un ejercicio de dibujo. A diferencia de ellos, Thomas de Thomon «retuvo la santa virtud de la locura por el bien de la belleza» y se atrevió a construir realmente su ideal de belleza en piedra. «No era un coloso como algunos lo representan ahora, no era un  Palladio ni siquiera un Rastrelli. Rusia ha visto grandes arquitectos antes y después de él. Pero fue un Prometeo, que, habiendo robado la llama de la nueva belleza de los dioses en Francia, la trajó a Rusia».

## Obras escritas
Jean-François Thomas de Thomon publicó durante su vida:
- Recueil des façades des principaux monuments construits à Saint-Pétersbourg par Thomas de Thomon, San Petersburgo, 1806
- Traité de peinture, précédé de l'origine des arts, con grabados e ilustraciones, San Petersburgo,, 1809.